# Otto Berend von Möller
Otto Berend von Möller, in russo Антон Васильевич фон Моллер? (Mustel, 18 febbraio 1764 – San Pietroburgo, 5 ottobre 1848), è stato un ammiraglio russo, che dopo aver partecipato alla guerre napoleoniche fu nominato Ministro della Marina, ricoprendo tale incarico dal 24 marzo 1828 al 5 febbraio 1836. Insignito dell'Ordine Imperiale di Sant'Aleksandr Nevskij.

## Biografia

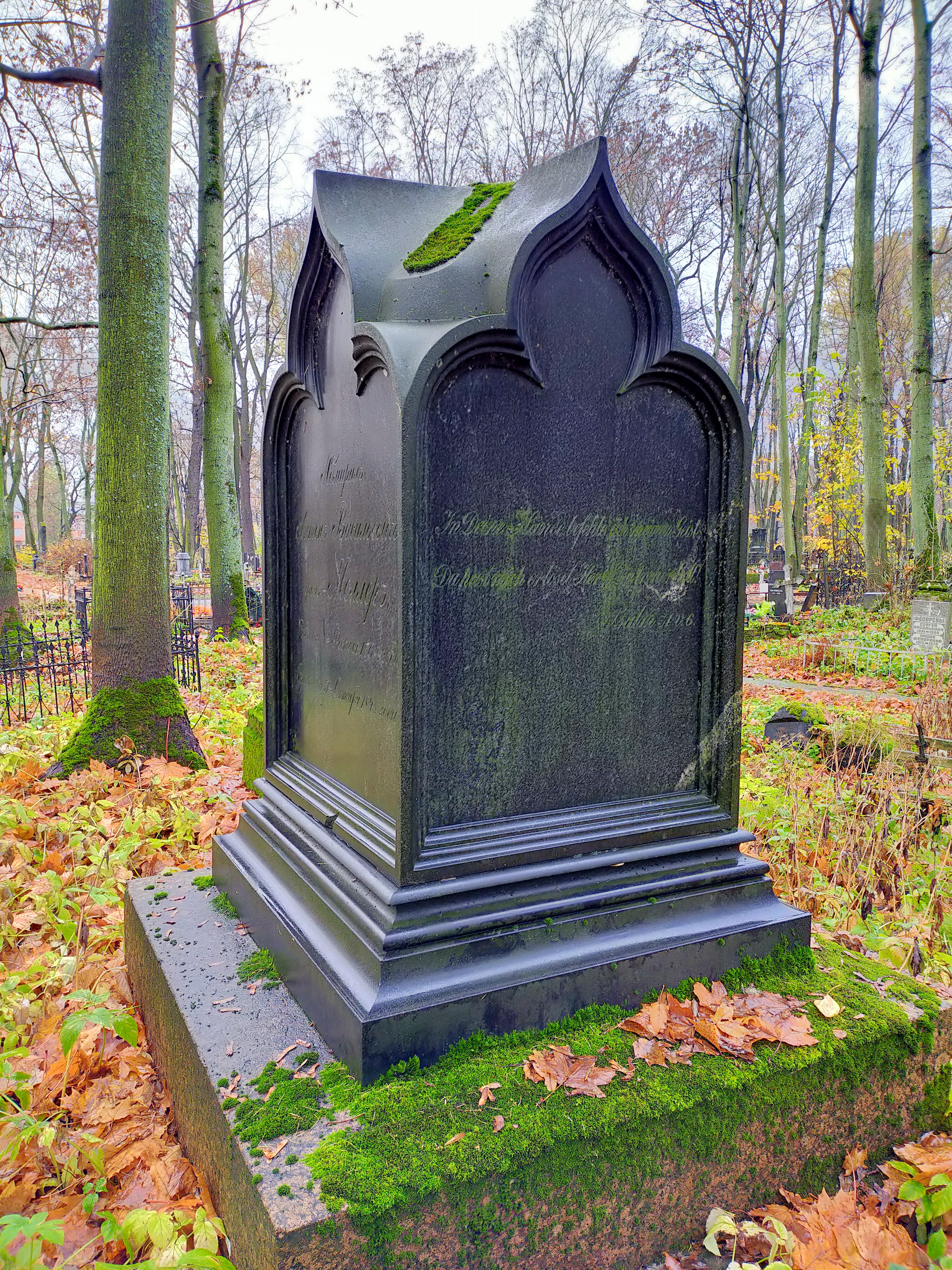
Tomba di famiglia dell'ammiraglio von Möller e della sua sposa, la signora Julia F. von Moller (1789-1873), presso il cimitero luterano di Volkovo a San Pietroburgo.

Nacque a Mustel, nel governatorato della Livonia, il 18 febbraio 1764, figlio del capitano Wilhelm von Möller (1732-1781) e di Margaret Elisabeth Engelhart (1729-1812), all'interno di una famiglia nobiliare.  Fu suo fratello maggiore, Friedrich Wilhelm von Möller, a trasmettergli la sua passione per il mare. 
Entrò nel Corpo dei Cadetti della Marina a Kronštadt senza conoscere la lingua russa, che tuttavia imparò molto rapidamente. Divenuto guardiamarina, si diplomò il 1º maggio 1778, e l'anno successivo si imbarcò sulla fregata Natal'ja per raggiungere l'Olanda e poi per, ordine dell'imperatrice Caterina II fu inviato in Inghilterra per perfezionamento nelle scienze marine. 
Tornato a Kronštadt venne promosso aiutante il 1º maggio 1780, e fu trasferito nel Mar Caspio dove rimase sino al 1792, partecipando a piccole operazioni militari insieme all'esercito russo nel Caucaso, come comandante della bombarda Mozdok. Fu trasferito di nuovo alla flotta del Baltico nel 1792 e andò in Inghilterra nel 1795, come comandante della fregata L'Archipel appartenente alla squadra navale sotto il comando dell'ammiraglio Pëtr Chanykov.
Partecipò alle operazioni navali contro i rivoluzionari francesi fino al 1797, e l'anno successivo, al comando della fregata Narva, effettuò un secondo viaggio in Gran Bretagna. Promosso capitano di secondo rango il 1 maggio 1799, partecipò al blocco della flotta olandese a Texel(1795-1800), scortò navi da trasporto russe e inglesi nel mare tedesco e contribuì allo sbarco delle truppe inglesi del generale Ralph Abercrombie sulla costa olandese. Entrato nello squadra navale dell'ammiraglio inglese Mitchell, con il suo vascello da 74 cannoni Mstislav, partecipò anche alla cattura dell'intera flotta olandese nella rada di Texel.
Il 1 maggio 1802 fu promosso al grado di capitano di primo rango, e il 26 novembre 1802 venne insignito dell'Ordine di San Giorgio di quarta classe.
Il 1 maggio 1808 fu promosso commodoro-comandante e durante la guerra russo-svedese (1808-1809) comandò una squadra navale operante nel Golfo di Finlandia dove impegnò in combattimento diverse navi britanniche e svedesi.
Il 1 gennaio 1809 lo zar Alessandro I gli affidò la costruzione del porto di Reval, l'odierna Tallinn, e il 7 dello stesso mese fu promosso contrammiraglio. Navigando a intermittenza nel Mar Baltico, nel 1810 comandò il porto di Kronstadt. Nel 1811, per motivi politici, i lavori di costruzione del porto furono interrotti, e nel luglio 1812 comandò la squadra a remi (galee) inviata nel Golfo di Riga con la quale operò contro il nemico sulla Dvina Occidentale. Con un distaccamento di cannoniere nel mese di settembre entrò nel fiume Auya, nelle vicinanze di Riga, e catturò una batteria prussiana di 4 cannoni, e arrivato a Mittau aprì il fuoco sulla città, sbarco le truppe ai suoi ordini e la catturò.
Per questo atto di guerra fu insignito dell'Ordine di Sant'Anna di prima classe. 
Nel mese di ottobre  prese parte alla liberazione dei porti di Vindava e Libau, distruggendo le batterie costiere con le cannoniere e sbarcando truppe.
Nel tardo autunno del 1813 assunse il comando di 4 nuove navi ad Arcangelo e si trasferì in Inghilterra, doppiando la Norvegia, partecipando al blocco navale delle coste francese, olandese e danese. Nel 1814 continuò a dirigere la costruzione del porto di Reval, e lo Zar, soddisfatto del suo lavoro, gli conferì l'Ordine di Sant'Anna di prima classe con diamanti nel 1816. Nel 1817 salpò da Kronštadt al comando di una squadra di 5 vascelli e 3 fregate, alzando la sua insegna sul vascello da 74 cannoni Trëch Svjatitelej, che erano state vendute alla Spagna, trasferendo le navi a Cadice. Per questa missione fu insignito dell'Ordine di San Vladimiro di seconda classe e della Croce di Commendatore dell'Ordine di Carlo III. Rientrato a Reval diresse la costruzione del porto fino al 1821, quando il 25 novembre di quell'anno fu nominato capo di stato maggiore della Marina imperiale russa, con la direzione del ministero della Marina.
In qualità di presidente del comitato per la formazione della flotta dimostrò grande energia nel lavoro amministrativo per riformare il dipartimento navale, caduto in completo declino sotto il marchese Jean Baptiste Prevost de Sansac de Traversay.
Nel gennaio 1822 fu ammesso a partecipare al Consiglio di Stato e al Consiglio dei ministri, e il 12 novembre 1823, fu promosso al grado di viceammiraglio.
Il 24 marzo 1828 lo zar Nicola I lo nominò Ministro della Marina, e il 1 gennaio 1829 fu promosso ammiraglio. Rassegnò le dimissioni da ministro il 5 febbraio 1836, a causa di problemi di salute e dell'età avanzata, rimanendo, tuttavia, membro del Consiglio di Stato e dell'Ammiragliato. Visse in modo semplice, trascorrendo l'estate nella sua dacia a Peterhof, e la stagione invernale a San Pietroburgo circondato dalla sua numerosa famiglia.
Morì di colera il 5 ottobre 1848 e fu sepolto nel cimitero luterano di Volkovo a San Pietroburgo.

### Fonti
1. 1 2 3 4 5 6 7 8 9 10 11 12 13 14 15 16 17 18  Bigenc.
2. 1 2 3 4 5 6 7 8 9 10 11 12 13  Museum.
3. 1 2 3 4 5  Baltisches Biographisches Lexikon Digital.